# Classe Rivadavia
La classe Rivadavia était composée de deux cuirassés (en espagnol : acorazados) construits par la société américaine Fore River Shipbuilding pour le compte de la Marine argentine (Armada de Argentina). Ils furent nommés ARA Rivadavia et ARA Moreno en l'honneur deux figures majeures de l'histoire argentine, Bernardino Rivadavia et Mariano Moreno. Les deux navires étaient la réponse de l'Argentine à la classe Minas Geraes brésilienne.
En 1904, le Brésil annule un programme de construction navale en faveur de l'achat de deux cuirassés de type Dreadnought même si cela pouvait déclencher une course aux armements en Amérique du Sud. Pour contrer cette acquisition par une puissance rivale, l'Argentine lance un appel d'offres en 1908 pour au moins deux dreadnoughts. Au cours des deux années suivantes, de multiples chantiers navals de cinq pays différents font des propositions soutenues par leurs gouvernements respectifs. L'Argentine profite de cette intense compétition pour faire baisser les prix et obtenir les meilleures caractéristiques possibles. Les contrats sont attribués à l'offre la moins chère, celle de Fore River Shipbuilding au début de l'année 1910. Cette décision choque les constructeurs européens mais cela pouvait être expliqué par les capacités américaines à produire de l'acier à un coût très bas.
Durant leur construction, les cuirassés argentins font l'objet de rumeurs évoquant leur vente à un pays étranger, en particulier après le début de la Première Guerre mondiale. Du fait des pressions diplomatiques pour qu'ils ne soient pas vendus, l'Argentine conserve les deux navires. Tout au long de leur carrière, l'ARA Rivadavia et l'ARA Moreno sont stationnés à Puerto Belgrano et servent essentiellement en tant que navire-école et pour des missions diplomatiques. Ils sont modernisés aux États-Unis en 1924-1925 et sont inactifs durant la Seconde Guerre mondiale du fait de la neutralité argentine. Retiré du service le 1er février 1957, l'ARA Rivadavia est démoli en Italie en 1959. L'ARA Moreno est rayé des listes le 1er octobre 1956 puis remorqué au Japon en 1957 dans ce qui était alors le plus long remorquage de l'histoire (96 jours).

## Contexte
L'origine de la classe Rivadavia remonte aux disputes territoriales entre l'Argentine et le Chili concernant la frontière en Patagonie et le contrôle du canal Beagle existantes depuis les années 1840. Celles-ci menèrent presque à une guerre en 1878 et alimenta une course aux armements navals entre 1887 et 1902 qui ne fut réglée que par une médiation britannique. Les trois accords signés en 1902 qui mirent fin à la course imposèrent des restrictions aux deux marines de guerre. La Royal Navy britannique acheta deux pré-Dreadnoughts de la classe Swiftsure qui étaient construits pour le Chili et l'Argentine vendit ses deux croiseurs cuirassés de la classe Kasuga en cours de construction en Italie au Japon,. Dans le même temps, la marine brésilienne entra dans une phase de déclin causée par la révolution de 1889 qui renversa l'empereur Pierre II et par la guerre civile de 1893,. Au début du XXe siècle, la flotte brésilienne se retrouvait distancée par les marines argentine et chilienne à la fois en termes de tonnage et de qualité en dépit du fait que la population brésilienne était trois fois plus importante que celle de l'Argentine et cinq fois plus que celle du Chili,.
À partir de 1904, le Brésil commença à réfléchir à une modernisation de sa flotte pour revenir au niveau de l'Argentine et du Chili. La hausse de la demande mondiale en café et en caoutchouc augmenta les revenus du pays,. Le plan naval prévoyait un investissement de 31,25 millions de $ (environ 760 millions de $ de 2011), une somme importante pour l'époque. La loi autorisait 28 navires dont trois cuirassés et trois croiseurs cuirassés. Il ne fut pas possible de commencer la construction des cuirassés jusqu'en 1906 au moment de la construction du révolutionnaire HMS Dreadnought. Ce navire poussa les Brésiliens à annuler les plans de leurs cuirassés en faveur des dreadnoughts de la classe classe Minas Geraes. La commande de ces puissants navires capables d'emporter le plus puissant armement de l'époque effraya l'Argentine et le Chili. L'historien Robert Scheina commenta que les deux dreadnoughts à eux-seuls « surclassaient toute la flotte [vieillissante] argentine ».
L'Argentine était divisée sur la question de l'achat de ces dreadnoughts. Le Parti autonomiste national (PAN) au pouvoir y était favorable malgré le cout probable de 9.74 millions de $ (environ 240 millions de $ de 2011) mais l'acquisition de deux cuirassés de 14 225 t et de dix destroyers n'était pas populaire auprès du public. Alarmé, l'ambassadeur américain au Brésil envoya un câblogramme au Département d'État dans lequel il s'inquiétait des conséquences d'une course aux armements qui pourrait déstabiliser la région.
Malgré les interventions américaines pour empêcher la course aux armements, le Brésil continua le développement de ces navires. Associé à un regain des tensions frontalières, particulièrement dans la région du Río de la Plata, cela poussa l'Argentine à préparer la construction de ses propres cuirassés. Enflammé par les journaux, le public était maintenant complètement en faveur d'un programme de construction naval. Alors que le plan initial prévoyait de couter 35 millions de $ dont sept millions en prêts étrangers, un plan de 55 millions de $ fut adopté en aout 1908 (en dollars de 2011, ces sommes représentent respectivement 853, 171 et 1 340 millions de dollars). Pour stopper la course aux armements, l'Argentine offrit d'acheter l'un des deux navires brésiliens mais le refus entraina l'envoi d'une commission navale argentine en Europe afin d'acquérir des dreadnoughts.

## Appel d'offres

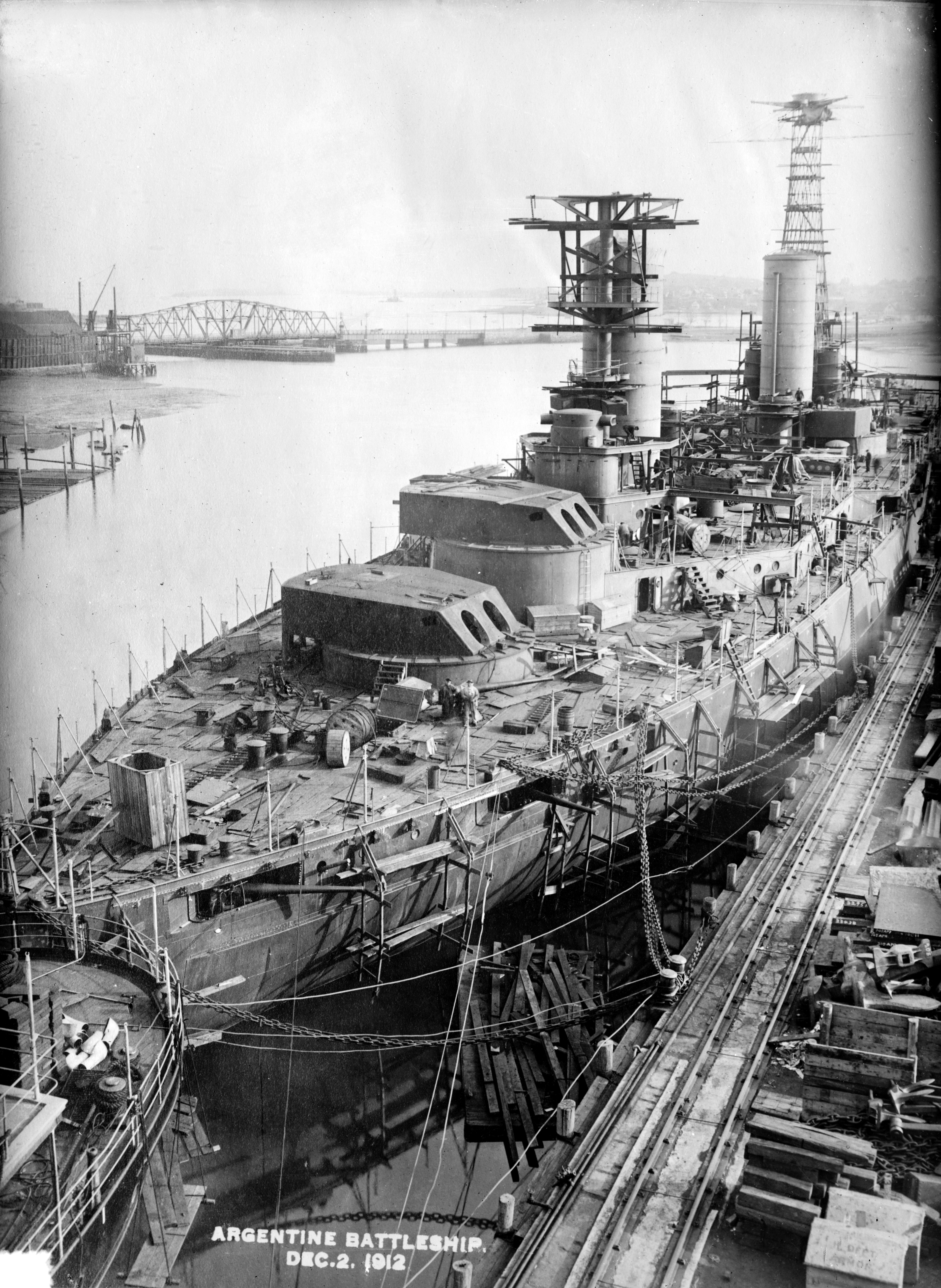
Le Rivadavia en cours de construction, 2 décembre 1912

Un appel d'offres pour deux dreadnoughts (avec une option sur un troisième si le Brésil commandait un troisième cuirassé) et douze destroyers fut lancé en 1908,,. Pour que les dessins reflètent les techniques les plus modernes, les demandes étaient volontairement vagues,.
Quinze chantiers navals aux États-Unis, en Grande-Bretagne, en Allemagne, en France et en Italie commencèrent à étudier les offres,,. Les pressions diplomatiques pour obtenir les contrats furent intenses. Même avec ce soutien, les industriels américains pensaient qu'ils n'avaient aucune chance dans l'appel d'offres sans une coopération active de leur gouvernement car l'Europe était le fournisseur traditionnel de l'Argentine (et de toute l'Amérique du Sud). Le gouvernement américain réduisit les droits de douane sur les produits argentins, promit d'autres concessions si les chantiers navals américains étaient sélectionnés et les propositions devaient inclure les systèmes de contrôle de tir les plus performants disponibles mais même avec cela les États-Unis étaient largement considérés comme un non-rivaux. L'historien Seward W. Livermore remarqua :

« L'opposition aux États-Unis était formidable. La commission navale était pro-britannique ; le vice-président de la république, Roque Sáenz Peña était en faveur de l'Italie où il avait été un émissaire argentin durant de nombreuses années ; et le ministre de la guerre voulait accorder les contrats à l'Allemagne pour standardiser les équipements militaires du pays. »

Le président de Newport News Shipbuilding and Drydock Company croyait que les États-Unis ne recevraient pas les contrats du fait de ce qu'il considérait comme de nombreuses négociations officieuses menées par les nations européennes en Argentine :

« L'influence politique des puissances étrangères s'exerce d'une très forte manière pour favoriser les compagnies britanniques et continentales, les rois d'Italie, l'empereur d'Allemagne et la puissance de la diplomatie britannique sont en action ; et les compagnies américaines auront peu de considération, je le crains, à moins que notre gouvernement n'exerce une puissante influence en faveur de ce pays. »

Les États-Unis, cependant, trouvèrent un allié dans le principal journal de Buenos Aires, La Prensa. Le propriétaire, éditeur et l'éditeur naval étaient tous en faveur de l'acquisition des dreadnoughts américains. De plus, le journal révéla des méfaits britanniques dans le cadre d'un contrat naval similaire. Sous la pression publique, la commission navale fut forcée de reconsidérer la liste originale qui plaçait l'Italie en première place et la Grande-Bretagne en second. À présent, les États-Unis étaient à la première place suivis par la Grande-Bretagne et l'Italie.
Dans un mouvement inattendu, la commission navale argentine rejeta tous les proposants et lança un nouvel appel d'offres ; dans le même temps, elle fit évoluer les spécifications pour inclure les meilleurs aspects des propositions précédentes,. Les chantiers navals avaient trois semaines pour fournir de nouveaux dessins et des estimations de cout. Après des protestations diplomatiques, cela fut légèrement modifié ; les propositions initiales étaient conservées mais des modifications pour satisfaire les demandes étaient autorisées,.

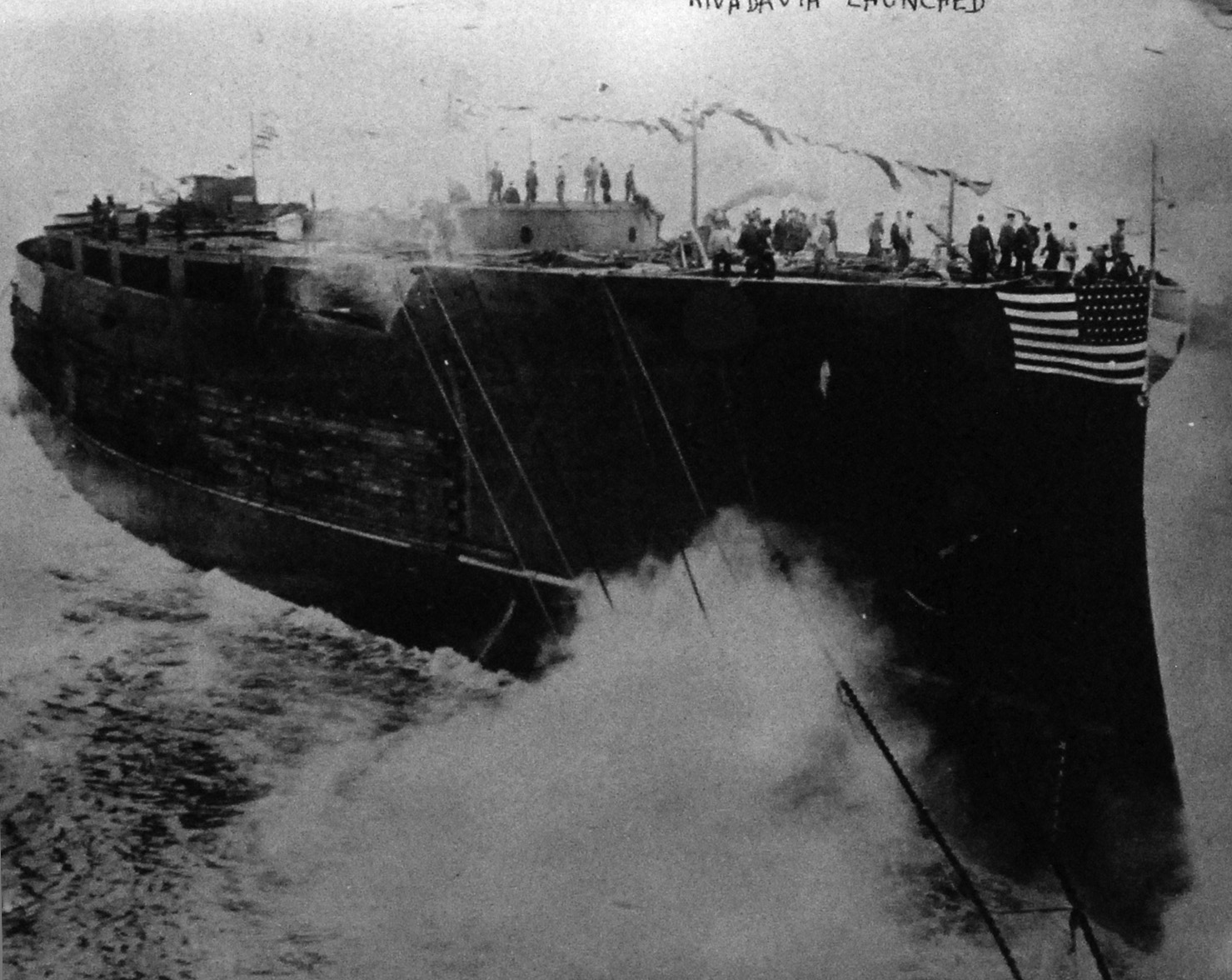
Lancement de l'ARA Rivadavia, 16 aout 1911

La commission trouva que l'offre de Newport News Shipbuilding and Drydock Company était la moins chère pour la construction d'un cuirassé et Fore River Shipbuilding Company était la moins couteuse pour l'autre. Une tentative britannique pour soutenir Armstrong Whitworth-Vickers en réduisant le prix de 570 000 $ poussa les États-Unis à accorder diverses assurances concernant les événements récents entre les États-Unis et le Brésil, la future conférence pan-américaine de 1910 et la garantie de la participation des États-Unis aux célébrations du centenaire de l'indépendance argentine achevèrent de sécuriser les contrats pour Fore River le 21 janvier 1910. La proposition de prix de Fore River était de 10.7 millions de $ (250 millions de dollars de 2011), ce qui était inférieur de 973 000 $ à la proposition britannique. L'offre italienne coutait seulement 48 600 $ de plus mais le déplacement des cuirassés était inférieur de 2 032 t, la ceinture principale était plus fine de 51 mm et la vitesse maximale était légèrement inférieure,.
Le Rivadavia fut construit par Fore River dans son chantier naval du Massachusetts ; comme prévu dans le contrat, la construction du Moreno fut sous-traitée à la New York Shipbuilding Corporation du New Jersey. L'acier pour les navires fut principalement produit par la Bethlehem Steel Company de Pennsylvanie, qui, du fait de sa capacité à produire de l'acier à un cout inférieur à celui des autres nations, avait été un élément déterminant dans l'attribution du contrat. Le secrétaire de la commission navale argentine, l'organisme qui choisit le dessin final, avança que la raison pour laquelle l'offre américaine était moins couteuse que celle britannique était que "l'acier pour la construction et le blindage est bien moins cher aux États-Unis qu'en Grande-Bretagne. Les salaires y sont plus élevés mais les contractants… sont capables d'obtenir un prix plus faible grâce aux manipulations du cartel de l'acier".
La construction d'un troisième dreadnought, prévu dans le contrat, était fortement soutenue par l'Argentine et les diplomates américains durant l'année 1910 alors que la classe Minas Geraes était encore en cours de construction. La Prensa et l'un de ses rivaux, La Nación Argentina, étaient partisans d'un troisième cuirassé ; le dernier lança même une pétition pour lever de l'argent pour financer sa construction. Un diplomate américain écrivit aux États-Unis que « cette rivalité journalistique annonçait la formation rapide d'un mouvement qui signifiait un troisième cuirassé financé soit par le gouvernement soit par une souscription publique ». Cependant, la Révolte du fouet au Brésil entre les 21 et 26 novembre 1910 au cours de laquelle les trois plus puissants navires de la flotte brésilienne (les deux cuirassés de la classe Minas Geraes, le Minas Geraes et le São Paulo, le croiseur Bahia ainsi que le patrouilleur Deodoro) se mutinèrent détruisit le soutien pour un troisième cuirassé,. En octobre 1912, un troisième dreadnought fut autorisé par l'Argentine dans le cas où le Rio de Janeiro brésilien était complété et livré. Le navire ne fut jamais achevé et fut vendu à l'Empire ottoman du fait de problèmes financiers et un autre cuirassé brésilien, le Riachuelo fut annulé lors du déclenchement de la Première Guerre mondiale,.

## Réaction internationale
Le choix de Fore River fut une surprise complète pour les Européens La réaction britannique était particulièrement cinglante : John H. Biles, un architecte naval, condamna le processus de l'appel d'offres qu'il jugeait « malhonnête » et remarqua :

« … On peut présumer que tout ce qui était bon dans les premières propositions fut saisi par les autorités argentines qui les demandèrent dans le nouveau dessin. La seconde demande fut adressée non seulement aux constructeurs britanniques mais à tous les constructeurs du monde et de cette manière il est extrêmement probable qu'un grand nombre des idées et des pratiques de nos navires aient été disséminés à travers le monde par le gouvernement argentin…. La troisième demande montrait à tous les constructeurs du monde ce qui avait été éliminé ou modifié dans la seconde demande et le processus de divulgation continua joyeusement. »

Divers journaux britanniques crièrent au scandale. Le Evening Standard considérait qu'« en tant que plus grand créditeur et client de l'Argentine », la Grande-Bretagne aurait dû recevoir les contrats pour les deux navires. The Times emprunta une voie différente en accusant les chantiers navals américains d'avoir cassé les prix à un niveau indécent et accusait le gouvernement américain d'avoir exercé des pressions diplomatiques excessives pour obtenir les contrats.

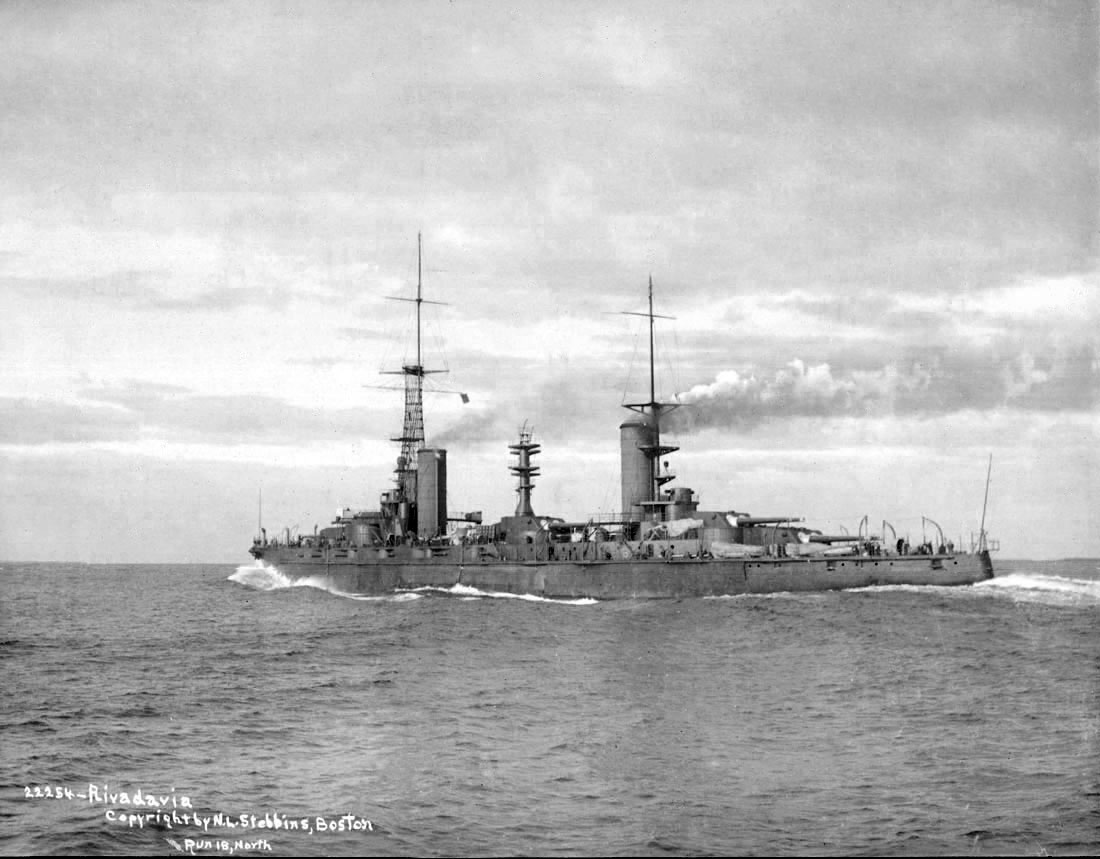
L'ARA Rivadavia lors d'essais de vitesse.

L'Evening Post de Nouvelle-Zélande nota que les États-Unis avaient par le passé construit des navires capitaux pour divers pays dont la Russie et le Japon allié du Royaume-Uni et commenta que « la sévérité du camouflet adressé à l'Angleterre… reposait sur la quantité de capitaux anglais en [Argentine] », peut-être en écho à l'argument de l'Evening Standard. Il faisait également référence à un fait « saisissant » reporté par le Daily Mail : l'acier utilisé pour le blindage du dessin américain était obtenu à un prix plus bas. Avec la capacité de Bethlehem à le produire 8 £ de moins par tonne que les fonderies britanniques, une économie de plus de 10 % pouvait être réalisée par rapport à l'acier britannique .
L'Allemagne affirma que les États-Unis avaient eu l'opportunité de voir les offres des autres nations et avaient pu réduire leur prix en conséquence. Elle avança également que les États-Unis avaient sécurisé l'attribution des contrats en promettant de venir à la défense de l'Argentine si cette dernière était entrainée dans un conflit militaire.
The New York Times nota qu'avec les commandes des dreadnoughts argentins et brésiliens, les nations d'Amérique du Nord et du Sud construisaient les cinq plus grands navires capitaux au monde (le Brésil avec le Rio de Janeiro brésilien, l'Argentine avec le Rivadavia et le Moreno et les États-Unis avec l'USS New York et l'USS Texas) en plus de sept des dix plus grands (L'USS Wyoming et l'USS Arkansas américains). Peu après que le Rivadavia eut terminé ses essais, le Board of Inspection and Survey de l'US Navy remarqua qu'il "se comportait remarquablement bien… avec quelques modifications mineures, le navire pourrait quasiment égaler les spécifications de nos propres vaisseaux". Le Board of Inspection était moins enthousiaste et avançait à propos des tourelles en échelon que "si en théorie, le Rivadavia pouvait tirer vers l'avant et l'arrière avec six canons, en réalité, il est quasiment certain que le souffle du tir aurait endommagé les structures du navire comme les cheminées".

## Vente possible
Après que le Brésil eut vendu le Rio de Janeiro à l'Empire ottoman, l'Argentine commença à rechercher un acheteur pour ses deux navires et réinvestir les profits dans l'éducation. Du fait des tensions qui précédaient la Première Guerre mondiale, il existait de nombreux prétendants. Les États-Unis étaient cependant réticents à l'idée que leurs récentes innovations technologiques puissent tomber entre les mains d'un futur adversaire naval. Le contrat autorisait l'US Navy à acquérir les navires si un accord était trouvé avec une nation tierse mais la marine ne voulait pas des cuirassés ; du fait des innovations rapides dans la technologie des dreadnoughts, comme le blindage tout-ou-rien, même les nouveaux navires comme le Rivadavia et le Moreno étaient vus comme dépassés.
Trois lois prévoyant la vente des cuirassés furent présentées devant le parlement argentin durant l'été 1914 mais toutes furent rejetées. Pourtant, peu après le déclenchement de la Première Guerre mondiale, l'ambassadeur allemand en Argentine déclara au Département d'État américain que la Royal Navy britannique allait s'emparer des navires dès qu'ils arriveraient dans le Río de la Plata et les Britanniques firent pression sur les États-Unis pour s'assurer que les cuirassés ne soient pas vendus à un autre pays (qui pourrait à son tour les vendre à l'Allemagne). L'Italie, l'Empire ottoman et la Grèce étaient très intéressés par les deux navires, la Grèce souhaitant contrer l'achat du Rio de Janeiro par les Ottomans. Les États-Unis, inquiets que leur neutralité ne soit pas respectée et que leur technologie ne soit étudiée par un pays étranger, firent pression sur l'Argentine pour qu'elle conserve les navires, ce qu'elle fit finalement.

## Service

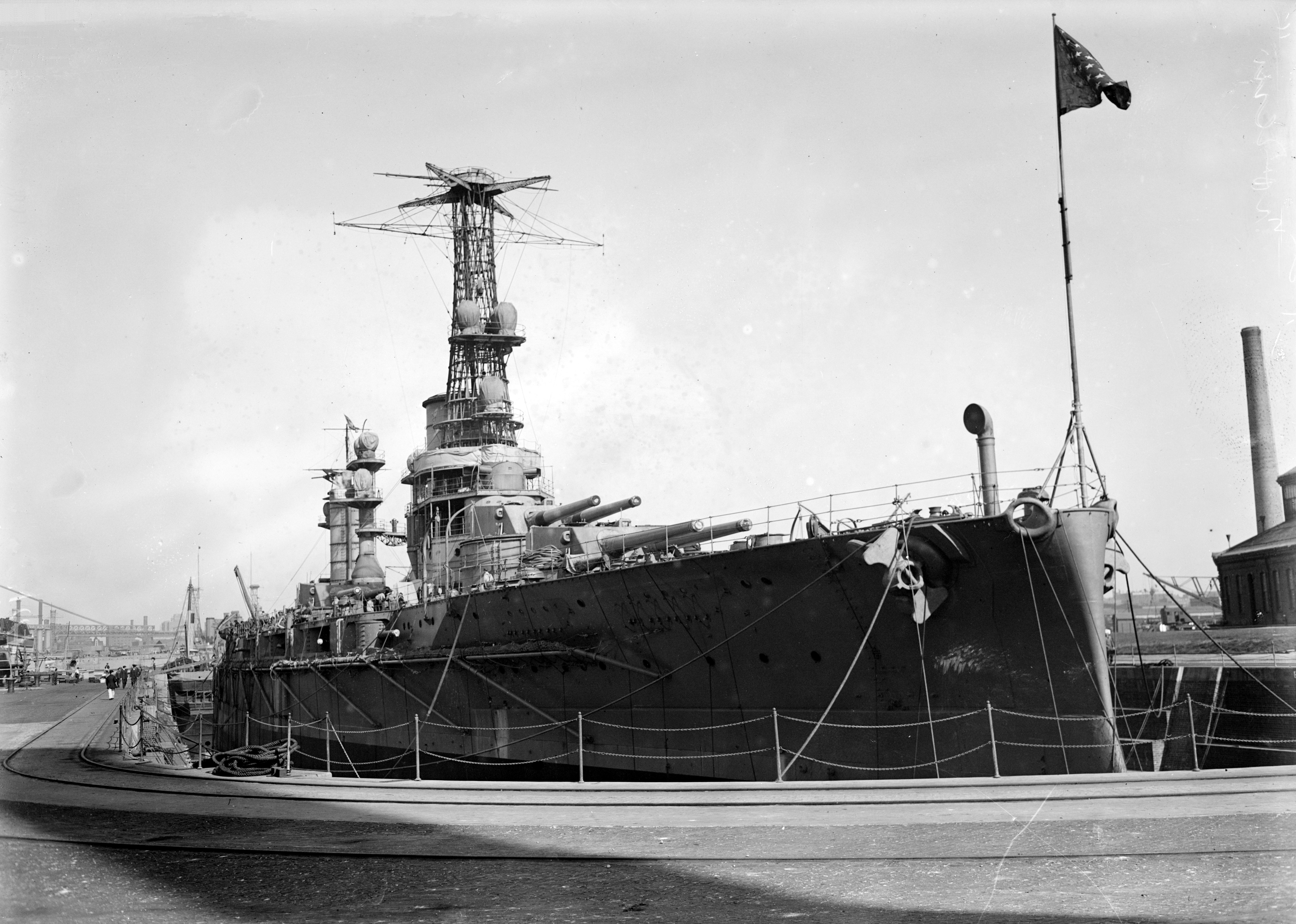
Le Moreno en cale sèche, vers 1915

L'ARA Rivadavia fut nommé d'après Bernardino Rivadavia, le premier président de l'Argentine et fut construit par Fore River Shipyard. Sa quille fut posée le 25 mai 1910, il fut lancé le 26 août 1911 et fut complété en décembre 1914. L'ARA Moreno fut nommé d'après Mariano Moreno, un membre du premier gouvernement argentin de mai 1810 et fut construit par New York Shipbuilding. Sa quille fut posée le 10 juillet 1910, il fut lancé le 23 septembre 1911 et fut complété en février 1915,,. Les deux navires connurent des problèmes de moteurs après leur construction : La construction du Rivadavia fut retardée par une turbine défaillante, tandis que l'une des turbines du Moreno tomba en panne lors de ses essais.
Les navires arrivèrent finalement en Argentine respectivement en février et en mai 1915. Au début des années 1920, les deux navires furent placés dans la flotte de réserve du fait d'une dépression économique mais en 1924, les deux navires furent modernisés aux États-Unis. Lors de ces modifications, la propulsion au charbon fut remplacée par une propulsion au mazout et un nouveau système de contrôle de tir fut installé,. Dans les années 1930, ils participèrent à des exercices d'entrainement et des tournées diplomatiques. L'un des plus remarquables fut la visite du président argentin Agustín Pedro Justo à bord du Moreno au Brésil en 1933 et une visite ultérieure pour le centenaire de l'indépendance brésilienne en 1934 ; le Rivadavia et le Moreno se rendirent en Europe en 1937 où ils visitèrent Brest en France et Wilhelmshaven, Breme et Hambourg en Allemagne. Le Moreno participa également à la revue navale britannique ; en 1939, lors de la visite des deux cuirassés au Brésil avec des cadets à bord, des destroyers furent envoyés d'Argentine pour les escorter jusqu'à leur port d'attache du fait du déclenchement de la Seconde Guerre mondiale.
Durant la guerre, les deux navires restèrent inactifs du fait de la neutralité argentine. Le Rivadavia entreprit une dernière tournée diplomatique à Trinidad, au Venezuela et en Colombie en 1946 mais les deux navires furent immobilisés à partir de 1948. Le Moreno fut rayé des cadres du registre naval le 1er octobre 1956 et fut démoli au Japon en 1957 après 96 jours de remorquage, ce qui était un record pour l'époque. Le Rivadavia fut rayé le 1er février 1957 et sa démolition commença en Italie en 1959,. L'argent gagné lors de la vente des deux dreadnoughts et de celle du vieux croiseur cuirassé ARA Pueyrredón fut utilisé pour acheter le porte-avions britannique HMS Warrior (R31), renommé ARA Independencia.

## Spécifications
Le dessin de la classe Rivadavia était très similaire à la proposition d'une classe de dreadnoughts américains faite par Fore River. Les pratiques étrangères eurent également une forte influence sur la conception ; la plupart furent obtenue à travers le processus de rejet des multiples offres et des demandes concernant les meilleurs aspects de chacune,. Par exemple, l'arrangement de la batterie principale était une innovation américaine tandis que les tourelles décentrées étaient similaires aux dessins britanniques de l'époque. La batterie secondaire composée de canons de 152 mm et le système de trois hélices était influencé par les pratiques allemandes et la disposition des turbines et des chaudières rappelait celle de la classe Dante Alighieri italienne.
Les deux navires de la classe Rivadavia avaient une longueur hors-tout de 181,28 m et une longueur entre perpendiculaires de 178 m. Le maître-bau était de 29,985 m et le tirant d'eau était de 8,846 m. Le navire avait un déplacement standard de 27 900 t et de 30 600 t à pleine charge. L'équipage se composait de 130 officiers et d'environ 1 000 marins.
Pour l'armement, l'artillerie principale était composée de douze canons de 356 mm, l'artillerie secondaire comprenait douze canons de 152 mm et douze autres de 102 mm à tir rapide ainsi que deux tubes lance-torpilles de 533 mm. Le canon de 356 mm était un développement de la compagnie Bethlehem. Il était basé sur l'artillerie utilisée sur la classe Wyoming. Les douze canons étaient montés en six tourelles doubles. Deux tourelles étaient montées de manière superposée à l'avant et à l'arrière du navire tandis que deux autres étaient placées en échelon. Ces dernières pouvaient en théorie tirer suivant un angle de 180° de leur côté de la coque et de 100° de l'autre mais en pratique cela n'était pas possible car le souffle des canons aurait endommagé les structures du navire. Une estimation plus raisonnable serait de 90° de leur côté,. L'armement secondaire était placé dans six casemates de chaque côté du navire protégées par 152 mm de blindage. Les canons de 102 mm, destinés à combattre les destroyers ennemis, étaient montés sans protection dans divers emplacements sur le navire dont le pont principal, la superstructure et très en avant près de la proue. Initialement, il y avait seize canons de 102 mm mais quatre d'entre eux furent remplacés par quatre canons anti-aériens de 76 mm et quatre canons de 47 mm durant la modernisation de 1924-1926. Les tubes lance-torpilles étaient situés sous la ligne de flottaison et étaient chargés dans un compartiment spécial.
Les munitions se composaient de 1 440 obus de 356 mm (120 par canon), de 3 600 obus de 152 mm (300), de 5 600 obus de 102 mm (350) et de 16 torpilles fabriquées par Whitehead. Pour aider l'artillerie principale durant la bataille, les deux navires étaient équipés de télémètres Barr & Stroud situés sur le château.
Le Rivadavia et le Moreno utilisaient des turbines à vapeur Brown-Curtis alimentées par 18 chaudières Babcock & Wilcox et connectées à trois hélices. Avec une puissance totale d'environ 40 000 hp (29 828 kW), les navires étaient conçus pour naviguer à une vitesse maximale de 41,7 km/h et auraient été capables d'atteindre des vitesses légèrement supérieures. Aux vitesses de 20 et 28 km/h, leur rayon d'action était respectivement de 20 000 et 13 000 km. La propulsion était assurée à la fois par du charbon et du mazout, les navires emportaient respectivement 4 000 t du premier et 600 t du second.
Comme les dreadnoughts américains de l'époque, la classe Rivadavia incluait une importante protection. Une ceinture principale de 300 mm se trouvait au milieu du navire et couvrait une zone allant de 1,5 m au-dessus de la ligne de flottaison à 1,8 m au-dessous. Son épaisseur se réduisait progressivement en allant vers la proue et la poupe jusqu'à respectivement 130 et 100 mm. Les tourelles étaient lourdement protégées par 300 mm de blindage sur l'avant, 230 mm sur les flancs, 240 mm sur l'arrière et 100 mm sur le toit. Le pont blindé se composait de 13 mm d'acier maraging et de 51 mm d'acier au nickel.

## Les dreadnoughts sud-américains

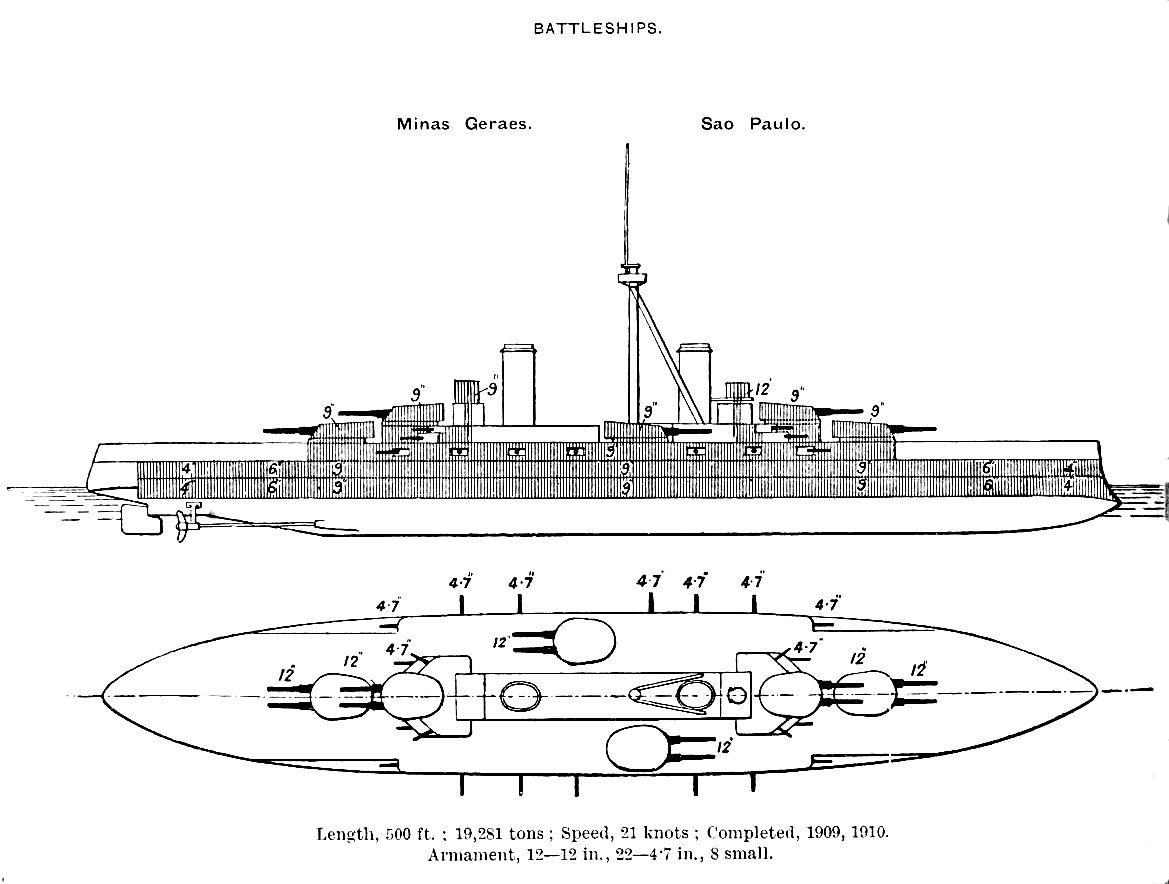
La fut conçue, construite et complétée avant les autres dreadnoughts sud-américains mais les navires étaient plus petits et moins bien armés. Deux autres dreadnoughts, le Rio de Janeiro et le Riachuelo furent planifiés pour corriger cela mais le premier fut vendu à l'Empire ottoman lorsque les finances brésiliennes déclinèrent et le second fut annulé lors du déclenchement de la Première Guerre mondiale,.

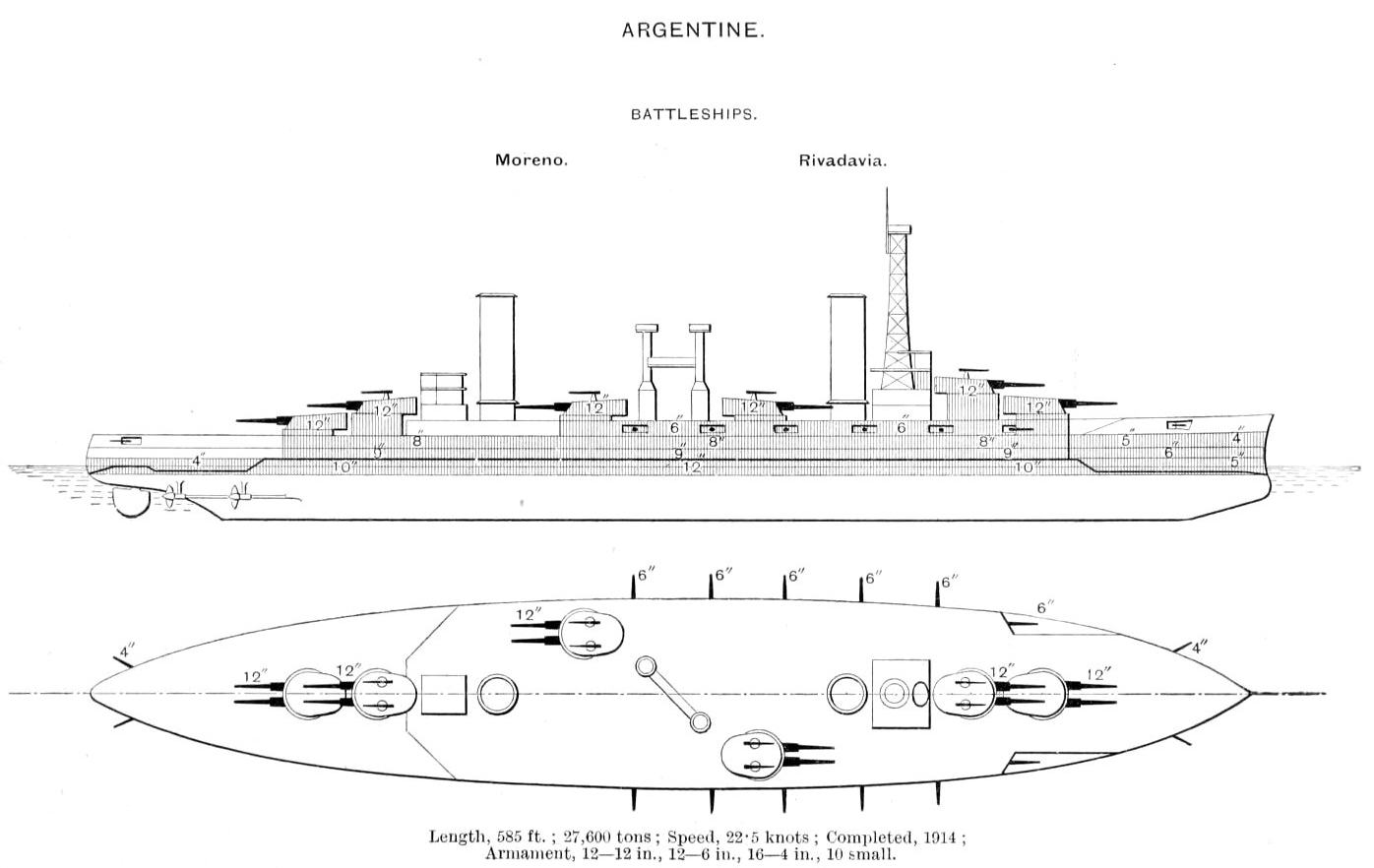
La classe Rivadavia était la seconde classe de dreadnoughts achetée par un pays sud-américain et la seule à ne pas avoir été construite par une société britannique. Commandée en réponse à la classe Minas Geraes, elle était équipée de la même artillerie principale que les navires brésiliens (305 mm) mais les cuirassés argentins étaient bien plus grands et protégés,,.

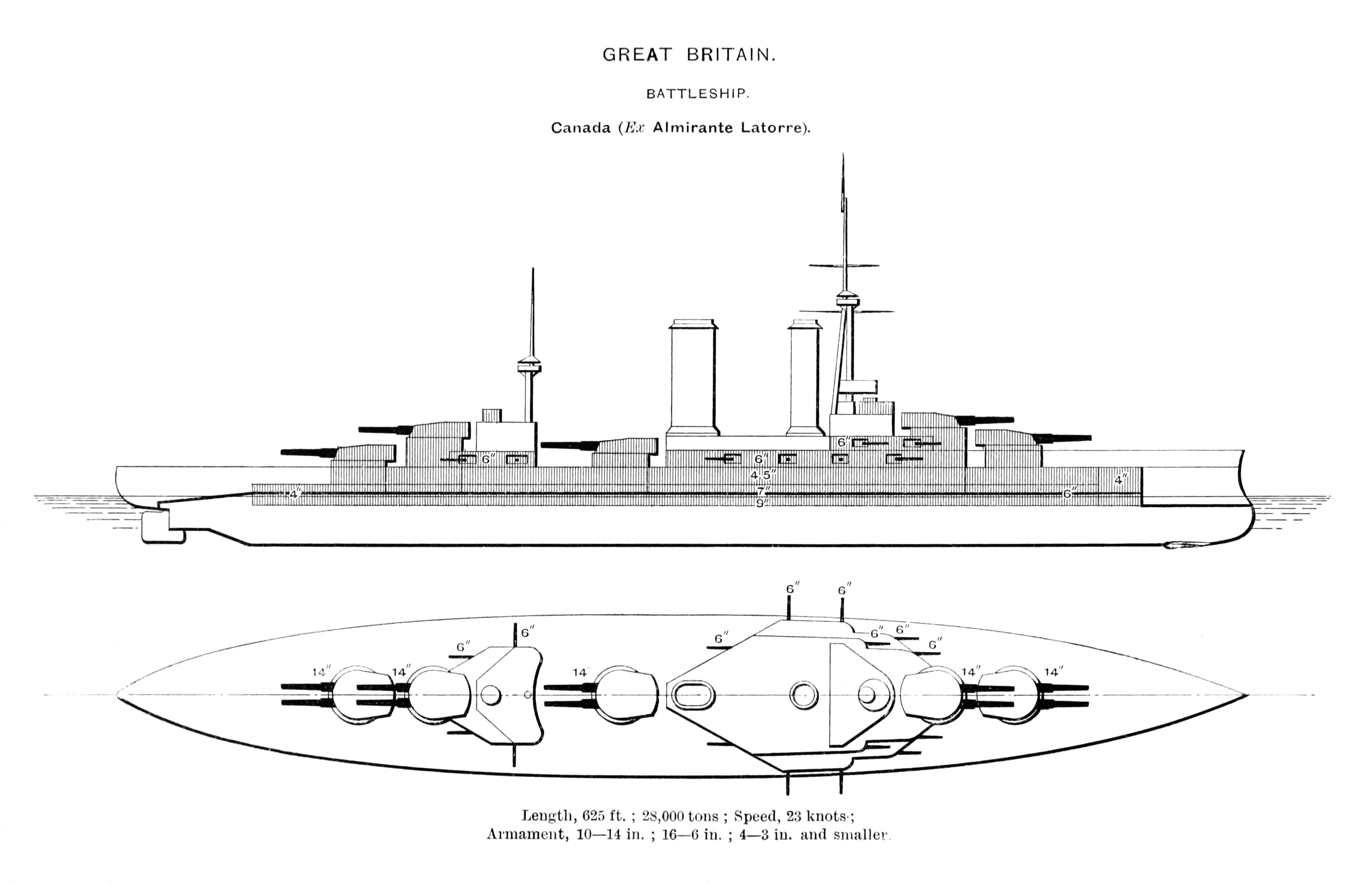
L'Almirante Latorre était le dernier dreadnought sud-américain construit et il était plus grand et mieux armé que ses rivaux. La disposition des cinq tourelles de 356 mm placées au centre du navire plutôt qu'en échelon permettait à la batterie principale de tirer une bordée complète sans endommager le navire,.